# Jens-Erik Bech
Jens-Erik Bech (21. november 1940 på Hadsund Syd – 10. marts 1995 i Hadsund) var en dansk politiker, der i perioden 1994-1995 var borgmester i Hadsund Kommune, valgt for Socialdemokratiet. Han efterfulgte Lau Jensen fra samme parti. Jens blev syg i sit hjem i Hadsund, fredag den 10. marts 1995 ramt af en blodprop i hjertet. Han døde inden ankomsten til Hobro Sygehus. Det var et chok der havde ramt byrådet i Hadsund. Viceborgmester Knud Nørregaard tog over indtil man havde valgt en ny borgmester.
Ved kommunevalget i 1993 fik han 1.515 personlige stemmer, hvilket var det største vælgertilslutning nogen politiker i Hadsund havde fået.
Jens-Erik Bech har blandt andet givet navn til Jens-Erik Bechs Vej i Hadsund.
Jens-Erik Bech var den yngste af 14 søskende. Gift med Aase Bech, hvor han sammen med fik børnene Tina og Michael med. Han var uddannet typograf hos Hadsund Bogtrykkeri. Han var indtil han blev borgmester i 1994 ansat på Hadsund Folkeblad. Jens-Erik Bech blev første gang valgt til byrådet i 1978.